# كأس العالم للسباحة في الألعاب المائية

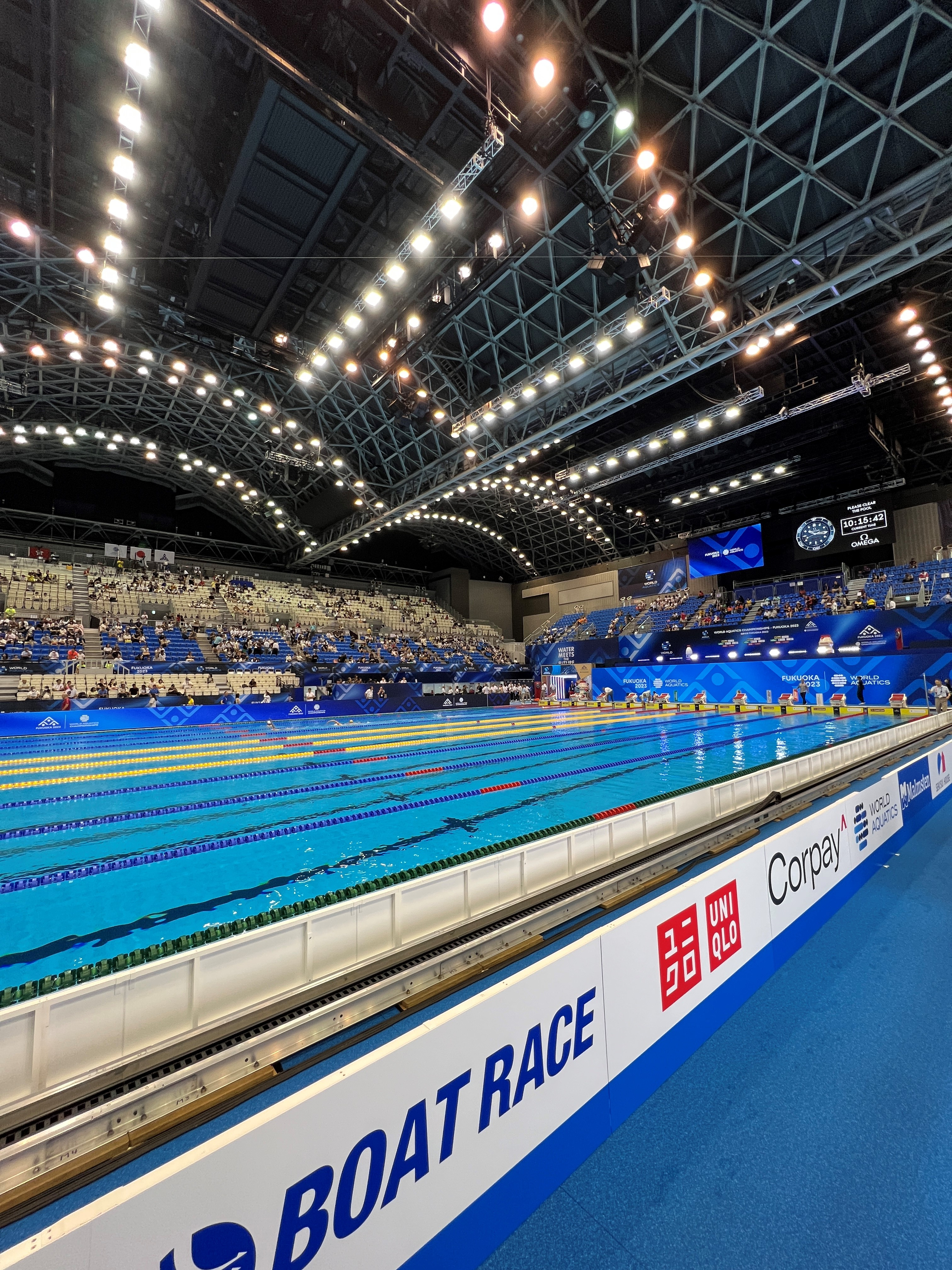
قاعة Marine Messe A، مكان منافسات السباحة والسباحة الفنية، فوكوكا في اليابان. 2023.

كأس العالم للسباحة في الألعاب المائية (بالإنجليزية: World Aquatics Swimming World Cup)‏ (المعروف سابقًا باسم كأس العالم للسباحة FINA) عبارة عن سلسلة دولية من اجتماعات السباحة تنظمها World Aquatics (الهيئة الإدارية الدولية المعروفة سابقًا باسم FINA). تم إطلاق بطولة كأس العالم للسباحة المائية في عام 1988، وتقام بين شهري أغسطس ونوفمبر من كل عام وتجذب مستوى عالٍ من الرياضيين بسبب الجوائز المالية الكبيرة المعروضة. يقام الحدث تقليديًا في صيغة الدورة القصيرة (25 مترًا سباحة)، مع التحول إلى صيغة الدورة الطويلة (50 مترًا سباحة) في سنوات ما قبل الألعاب الأولمبية.
قبل توقف فيروس كورونا في عام 2020، تم عقد الحدث في ثلاث مجموعات، بإجمالي سبعة لقاءات لمدة ثلاثة أيام في سبعة مواقع مختلفة مع جوائز مالية تصل إلى 2.5 مليون دولار أمريكي.
يحظى هذا الحدث بشعبية لدى السباحين البارزين بسبب الجوائز المالية المعروضة. وفي عام 2022 تم منح ما مجموعه 1.2 مليون دولار أمريكي. في كل لقاء تقاسم أفضل 20 رياضيًا ورياضية جائزة مالية قدرها 224000 دولار أمريكي (112000 دولار لكل جنس). وفي نهاية سلسلة اللقاءات تم منح مبلغ إضافي قدره 262000 دولار أمريكي لكل جنس لأفضل ثمانية رياضيين من الرجال والنساء بناءً على تصنيفهم العام باستخدام نقاط النقاط التي تتضمن المراكز والأداء.
يعد حدث 2023 ملحوظًا لعدد من الأسباب بما في ذلك التحول إلى تنسيق المسار الطويل (50 مترًا) كحدث عام ما قبل الألعاب الأولمبية، ويعمل الحدث بمثابة لقاء مؤهل لكل من بطولة العالم للألعاب المائية القادمة في عام 2024 والألعاب الأولمبية في عام 2024، وإدخال فئة "مفتوحة" في سباقات 50 مترًا و100 متر للسماح للسباحين بالمنافسة في الأحداث بغض النظر عن جنسهم المحدد عند الولادة.

## المنافسات
تقليديًا، الأحداث هي نفسها لجميع اللقاءات ولكن قد يختلف ترتيب المنافسة، على الرغم من اختلاف ذلك عن استئناف اللقاء في عام 2021. جميع الأحداث عبارة عن تصفيات تمهيدية/نهائيات للسباحة، باستثناء سباق 800 متر سباحة حرة و1500 متر سباحة حرة والتي يتم السباحة فيها كنهائيات محددة بوقت (أسرع تصفيات في جلسة النهائيات). تقام اللقاءات على مدى يومين أو ثلاثة أيام، مع التصفيات التمهيدية في الصباح والنهائيات في المساء. الاستثناء الملحوظ لهذا الأسلوب هو اللقاءات التي تقام في البرازيل، حيث تقام التصفيات التمهيدية في المساء مع النهائيات في صباح اليوم التالي.
في معظم السنوات، تقام السباقات في مسابح ذات دورات قصيرة. الاستثناء مؤخرًا هو الموسم الذي يسبق العام الأولمبي حيث تسبح الأحداث في أماكن طويلة.
أحداث منافسة 2023 الحالية (للسباحة في مسابح بطول 50 مترًا):
- السباحة الحرة: 50، 100، 200، 400، 800، 1500
- - سباحة الظهر: 50، 100، 200
- - سباحة الصدر: 50، 100، 200
- الفراشة: 50 و100 و200
- فردي متنوع: 200، و400
- التتابعات: 4 × 100 متر حرة (رجال وسيدات)، 4 × 200 متر حرة (رجال وسيدات)، 4 × 100 متر متنوع (رجال وسيدات ومختلط) [4][5][6]

## الفائزون

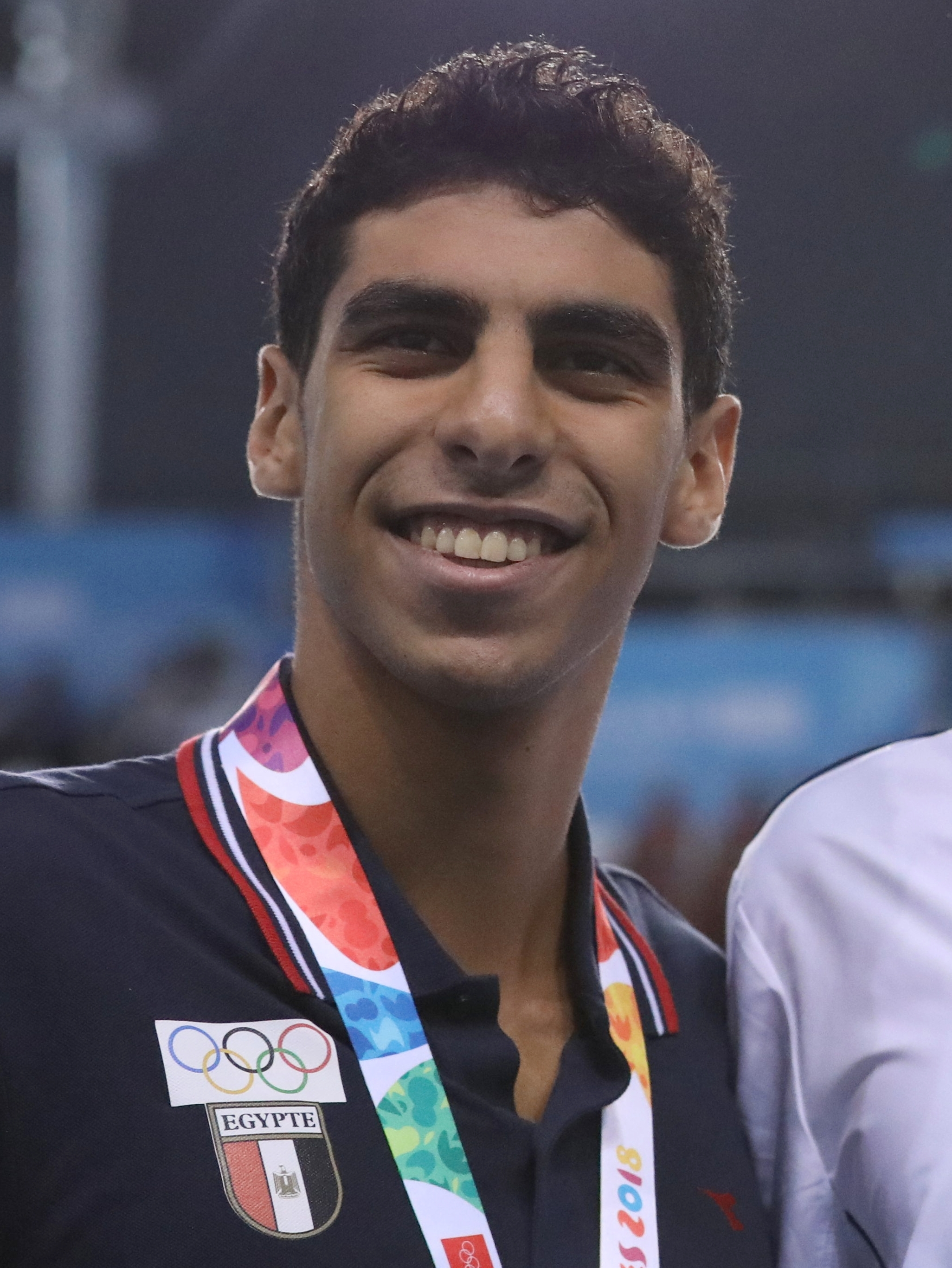
عبد الرحمن سامح، بطل العالم للسباحة لعام 2023 في منافسات سباق 50 متر فراشة.

## روابط خارجية
- "Fina-Arena-Worldcup Berlin 2008". 19 أكتوبر 2009. مؤرشف من الأصل في 2009-10-19. اطلع عليه بتاريخ 2018-04-08.
- "Swimrankings - Swimming Rankings and Results - Worldwide, International Swim Sport". Swimrankings.net. مؤرشف من الأصل في 2023-10-05. اطلع عليه بتاريخ 2018-04-08.
- "Katinka Hosszu Becomes First Swimmer to 200 World Cup Wins". Swimswam.com. 10 أكتوبر 2016. مؤرشف من الأصل في 2023-10-05. اطلع عليه بتاريخ 2018-04-08.